# 자본주의 맹아론
자본주의 맹아론(資本主義萌芽論)은 조선·청나라를 포함한 전근대 동북아시아 사회가 자본주의 생산 관계로 나아갈 수 있는 사회적 토대를 갖춘 사회라고 분석하는 아시아사학 이론이다. 한국 내에서는 대표적으로 백남운(白南雲), 전석담(全錫淡), 김한주(金漢周) 등이 주장했다.
자본주의 맹아론은 식민지 종주국의 역사 왜곡(식민사학)에 대응할 수 있는 이론으로, 식민지를 경험한 각 아시아 국가 역사학계에 커다란 영향을 주었으며, 식민지 수탈론의 이론적 근거가 되었다. 자본주의 형성에서 내생·외생적 요인의 계량경제학적 측면을 중시하는 이 이론은 본래 공산국가의 역사학계에서 일반적으로 통용되던 관점이었으나, 비(非)사회주의 신생 독립국의 사회발전관계사 해석에도 일정한 영향을 주었으며, 시간이 흐르면서 점차 지배적인 학설로 굳어졌다.
그러나, 1990년대 말 이후 자본주의 맹아론은 근대사학의 도식적 방법과 역사주의 담론을 무비판적으로 따른다는 이유로 큰 비판에 직면하게 되었다. 특히, 포스트모던 역사학 담론이 등장한 이후부터 현재까지 일정한 비판을 받는 이론이기도 하다. 그럼에도 불구하고 자본주의 맹아론은 상대적인 의미에서 지배적인 위치를 점하고 있는 이론인데, 그 이유는 압도적인 경제학적 근거와 거시적 해석력을 갖춘 것에 있다. 오늘날 수많은 역사 비판 이론이 등장했으나, 역사의 진행과 경제 사이의 관계를 학문적으로 수립함에서 자본주의 맹아론에 일정 영향을 받을 수밖에 없는 것은 위와 같은 이유 때문이다.

## 탄생 배경
일제강점기 시기 조선은 일본인 학자들에 의한 여러 역사 왜곡 환경에 노출되고 있었다. 특히 이마니시 류(今西龍), 이나바 이와키치(稻葉岩吉), 마쓰이 히토시(松井等), 후쿠다 도쿠조(福田德三) 등의 일본인 식민사학자 집단은 조선 사회를 정체된 사회라고 평가하였다. 이들은 조선 지역이 외부의 충격이 존재하지 않을 경우 영원히 정체하는 곳이 될 수밖에 없다고 분석했으며, 조선사 편찬 위원회(후에 조선사편수회로 개칭)는 식민사학자들의 이러한 주장의 기반이 되는 근거를 제공하였다.
동시대 사학자인 백남운은 1933년 마르크스-레닌주의 유물사관에 근거한 역사경제학 서적인 『조선사회경제사』를 펴냈다. 1937년에는 『조선봉건사회경제사』를 통해 조선은 이미 봉건사회단계에 진입한 사회라는 것을 주장하였다. 이후 식민사학자 집단이 주장하는 정체성론은 백남운의 역사 이론에 의해 거센 비판과 반박을 받았고, 곧 식민사학은 학문적 타당성이라는 측면에서 상당한 훼손을 입었으나, 식민지라는 특수한 당시 상황에 의해 백남운의 학설은 불온한 사관으로 인식됐다.
백남운은 해방 후 조선민주주의인민공화국 사학계에 지대한 영향을 주었다. 한편, 대한민국 내에서는 김용섭을 주도로 자본주의 맹아론의 추가적인 근거가 될 수 있는 경영형 부농론이 확산되었으며, 압도적인 근거로 대한민국 사학계에 커다란 영향을 주었다.

### 기원
자본주의 맹아론은 마르크스주의 유물사관 도식을 동양사 전반에 맞춘 것으로 해석할 수 있다. 카를 마르크스(Karl Marx)는 서구 사회가 원시공산사회에서 고대노예사회로, 고대노예사회에서 중세봉건사회로, 그리고 중세봉건사회에서 자본주의적 생산 관계가 발달하며 근대자본주의사회로 나아간다고 보았다. 카를 마르크스는 봉건사회에서 진행된 인쇄술 및 상업의 발달이 일반 대중의 의식 수준을 향상시키고, 경제 생산 관계에서는 소규모 소생산에서 대규모 대량생산 체계로 나아가게 되어 결국 봉건적 소유 관계가 소멸된 것이라 주장하였다. 봉건사회에서 자본주의적 소유 관계를 확립하는 데 앞장서는 이들은 봉건사회에서 상업 활동을 했던 선진계급이라고 할 수 있으며, 선진계급은 자본의 투자를 통해 봉건사회의 후진성을 본질적인 면에서 파괴한다.
그러나 마르크스는 동양 사회를 정체된 사회라고 진단하였다. 그의 저서 『정치경제학 비판 요강』(독일어: Grundrisse der Kritik der politischen Ökonomie)에 따르면, 중국과 인도 등과 같은 아시아 국가는 서양의 봉건제와 차별화 된 정체이다. 마르크스는 헤겔의 『역사철학』과 유물사관의 입장에 따라 당시 아시아 사회를 노예제와 봉건제의 성격이 혼재된 정체적(停滯的) 사회라고 진단하였다. 그는 당시 동양 사회의 화폐 관계가 상당히 미발달된 상태이며, 왕권을 통해 공식적으로 이루어지는 토지 생산물 수취가 이루어지기에 봉건사회라고 볼 수 없다고 하였다. 이에 기반하여 그는 아시아적 생산양식은 자본주의 사회로 나아갈 수 있는 봉건제의 상태와 다른 것이며, 모든 경제 요소에 대한 소유 권리를 하나의 전제군주에게 전유한 전제주의 체제의 일종이라고 주장했다. 이는 오늘날 노예제와 봉건제가 혼재된 것으로 이해되고 있다.
그러나 이후 마르크스의 학설은 여러 방면으로 해석되었고, 이 사상의 계승자 중 하나인 이오시프 스탈린(Ио́сиф Ста́лин)은 1931년 레닌그라드 회의에서 동양에 대해 정체된 사회가 아닌, 봉건사회의 일반적 형태라고 규정하였다. 당시 소비에트 연방은 코민테른 극동서기처를 통해 중국 혁명을 지도하고 있었으며, 중국 사회를 면밀히 연구하고 있었다. 특히, 소비에트 연방 사회과학원은 전근대 중국 왕조의 토지제도를 연구하였다. 이들은 중국의 토지제도가 왕전이 아니었으며, 오히려 광범위한 소유권을 인정한 토지사유제라고 평가하였다. 이어서 이들은 중국에서 농민의 성격은 일반적인 지주-소작 관계이며, 전근대 중국 왕조의 관료들은 일반적인 지주, 영주의 성격을 갖고 있다고 분석했다. 따라서 자본주의 맹아론은 엄밀한 의미에서 마르크스주의 사관이라기보다는 마르크스-레닌주의 유물사관에 가깝다.

## 봉건국가의 형성
백남운은 『조선사회경제사』를 통해 한반도 초기 봉건국가가 신라 말에 형성되어, 고려 초에 확립됐다고 규정하였으며, 삼국시대 이전을 고대노예사회라고 분석했다. 백남운은 향·소·부곡(鄕·所·部曲)의 존재성과 이것의 성격 변화를 주목하였다. 신라 시기 부곡은 일반적인 국유 노예로서 기능하였지만, 고려 시대 이후부터 이들은 자유민의 성격을 혼재한 농노로 기능하였다. 특히 고려 시기 향과 부곡은 완전한 천민은 아니었으나 토지 관계에 종속된 소생산자라는 성격을 가지고 있는데 이는 봉건사회 형성의 초기 발현이라고 할 수 있다.

## 중앙집권적 봉건국가
백남운은 『조선봉건사회경제사』를 통해 고려 중기 이후와 조선을 중앙집권적 봉건국가라고 정의내렸다.
백남운은 고려가 중앙집권적 봉건국가의 성격을 보이기 시작한 것이 개정전시과(改定田柴科)가 시행된 998년 무렵이라고 본다. 이 시기 고려는 성립 초기 허약했던 지배 질서를 확립하였고, 봉건적 수탈의 기초가 되는 관료체제를 정비하였는데, 이에 따라 새롭게 요구된 토지 제도가 개정전시과였던 것이다.
조선은 이전의 봉건사회에 비해 한층 중앙집권적 성격이 강화된 왕조이다. 그 근거로, 조선은 성립 과정에서 과전법을 시행하여 과거 고려 토지 귀족의 경제적 권한을 일부 회수하였고, 대신에 중앙집권적 성격 강화에 보조 세력인 혁명파 사대부의 경제권을 보장하였다. 이후 조선 태종은 6조직계제를 통해 왕권을 강화하였다. 백남운은 이를 통하여 과거 노예제적 성격이 혼재되었던 고려 사회와 달리 조선 사회를 봉건적 소유 관계가 완전히 확립된 것으로 보았다.
이 시기 근본적으로 토지는 소유권이 보장된 상태였으며, 혁명파 사대부는 고려 시기 권문세족의 경제적 계보와 별 차이가 없었다. 따라서 이러한 변화는 상부구조 내 지엽적 변화에 불과한 것이었다. 성종 이후 관수관급제 시행을 통해 녹봉제를 일반적인 것으로 되었으나, 동시에 양반 계층은 경제적 기득권을 모색하였고 그 결과 농촌에서 광범위한 지주전호제(地主田戶制)가 형성됐다.

## 농촌 지주전호제 관계 성립 이후
양란을 거치며 재지양반(在地兩班)에 의해 간척지와 황무지의 개간이 주도되면서 조선식 장원이 형성되었다. 양반의 농장은 주로 전호인 노비나 양인들에 의해 경작되었는데, 그중 노예인 노비가 양인 못지 않게 인구에서 큰 비중을 차지하고 있었다. 노비는 크게 솔거노비와 외거노비로 나뉘는데, 양반지주의 농장을 경작하여 주는 외거노비가 가장 일반적이었던 것으로 보인다.
17세기 중엽까지 농장은 크게 흥했으나, 연작인 이모작과 물을 대어 논을 만드는 수도작(水稻作)법이 도입됨에 따라 큰 변화를 맞는다. 이모작이 시행되면서 더 이상 전호가 자기 밭을 묵혀둘 필요가 없어졌고, 수도작법에서는 모를 심거나 모주변의 잡초를 제초하는 것이 중요하였는데 농지가 작을 수록 더 유리하였다. 이 때문에 영세경작이 유행하자, 농장경영은 점차 쇠퇴하였고 농장이 유지되더라도 농장에서 일하는 농민이 종자만 빼돌려서 자기 논밭에 심는등 양반농장 보다 자기 논밭에 힘을 쓰는 경우가 많아 농장의 생산량은 점차 감소하였다.
이에 양반지주는 농장을 포기하고 전호에게 소작을 내주고 그 대가로 수확의 절반을 소작료로 받았는데 이를 병작반수제(竝作半收制)라고 한다. 줄여서 병작제(竝作制)는 조정에서 그 수취를 금지하고 규제하였으나, 크게 효과를 보지 못 하였고 도리어 관청인 아문과 왕실인 궁방이 소작지를 형성하여 궁방전(宮房田)과 아문둔전(衙門屯田), 역둔토(驛屯土)등이 생겼다.
노비조차 자기땅이 있는 경우가 많았으므로, 자작과 소작을 겸하는 자소작농들이 대부분이었다. 그리고 노비 중에서는 소작을 통하여 부를 쌓고 속인제도를 통해 양인이 되는 경우도 종종 있었다. 또한 소작권은 관습으로 보호받았는데, 아문둔전과 궁방전을 경작하는 소작농민에게는 도지권(賭地權)이라는 것이 있어서 소작농이 농토를 다른 용도로 처분할 수는 없지만, 경작할 권한은 매매, 증여, 상속 심지어는 저당까지 가능하였고, 만약에 도지권이 설정되어있는 땅을 지주가 팔았다 할지라도 도지권은 제외된채로 팔리는 등 지주가 임의로 소작농민의 도지권을 처분할 수 없었다.
조선 후기에 화폐경제가 발달하면서 아예 소작료를 현물이 아닌 일정 액수의 돈으로 지불하는 방식도 도입되기도 했고 대지주를 중심으로 잠깐 보이기도 하나, 물가가 급격히 올라가고 화폐의 교환가치가 떨어짐에 따라 실물인 직물이나 쌀을 거래 수단으로 삼으려는 경향이 생겨 다시 현물 소작료로 돌아갔다.
궁방전과 아문둔전에는 또한 도장권(導掌權)이라는 것이 있었는데, 궁방에게 조세수취를 위임받아 궁방에게 일정액만을 상납하고 땅에 지세를 걷을 수 있어, 땅을 매각하거나 처분할 수는 없다 뿐이지 궁방상납액보다 더 많은 지조를 거둬 들여 이익을 보는 자가 많았다. 단, 이 권리는 궁방이 토지를 매각하면 그 권리가 소멸하였다.
이렇듯 한국의 소작제도는 민유지와 국유지가 혼재된 상황에서 다양한 중간권리와 소유권이 중첩되어 얽힌 형태로 발전해갔다. 특히 도지권을 비롯한 소작인의 권리는 지주의 토지처분권과 공존하는 개념으로서 지주들의 횡포에 농민의 경작권이 함부로 훼손되지 못하게 하는 방어기제였다.
또한 지주들의 상당수가 재지지주, 즉 소작농들과 함께 소작지 바로 인근에서 생활하는 형태인 것도 소작인들이 보호를 받을 수 있는 이유 중의 하나였다. 이들 재지지주는 그 재산과 소작인들과의 관계를 통해 향촌 사회에서 기득권을 얻을 수 있었다. 따라서 그 기득권을 계속 유지하기 위해서라도 소작농들과의 관계를 우호적으로 유지해야 했다.

## 조선 후기의 농업 양상
도지권과 지주전호제의 완전한 일반화는 17세기 후반이 되어서야 일어났다. 이 시기 이앙법의 발달과 저수지 확산, 시비법 등의 발달로 인해 이모작이 가능해지자 농지이용도가 증가하였고 그 결과 소작관계에 있는 농민의 소득이 증가하였다. 이 과정에서 서민지주가 등장하였고, 비(非)양반에 의한 지주-소작 관계가 폭넓게 형성되었다. 그 결과 소작농은 더더욱 증가하였으며, 소작쟁의가 발생하게 된다.
마르크스주의 경제사학자 최윤규는 『근현대 조선경제사』를 통해 조선 후기의 농업 구조를 분석하였다. 조선 후기의 농업생산력의 발달과 조세의 전세화 및 금납화는 상품화폐경졔의 발전을 촉진시켰다. 인구가 증가하고 농민의 계층분화가 심화되어 가는 속에서 비농업인구의 도시 유입이 현저해짐으로써 상업은 더욱 발달하였다. 조선후기 상업활동의 중심이 된 것은 관청과 결탁하고 대동법으로 나타난 어용상인 공인이 서울시전과 지방의 장시(보부상)를 중심으로 활동하였고 이에 특정 물품을 대량으로 취급하는 까닭에 독점적 도매상인 도고로 성장하였다. 도고는 물종에 따라 공동출자를 해서 조직하고 상권을 독점하고 수공업자들과 선대제를 이루어 점차 상업자본으로 발전해 갔다. 이러한 농산물 및 수공업제품(안성의 유기그릇, 통영의 나전칠기 등)의 활발한 유통을 배경으로 한 공인의 성장에 자극받아 역시 도고상인으로 성장하였다. 지방장시의 객주, 여각들이 도고로 발전하여 전국적인 상업망을 개척하였으며 서울 한강 연안의 경강상인들은 경기 호서 일대에서 미곡, 어물, 소금 등의 판매에 종사하였고 개성의 송상은 인삼유통으로 경기 중심 북으로는 황해 평안도까지 남으로는 충청 경상도까지 상권을 확대하여 전국에 송방이라는 지점을 설치하였다.
강화도 조약 이후에는 외래의 자본주의 충격까지 더해져서 조선의 내재적 모순성은 극대화되었다. 이 시기 신분제가 사실상 붕괴하였고, 몰락양반이 속출하였다.

## 영향력과 비판
자본주의 맹아론은 식민사관에 대항하는 가장 기초가 되는 이론이라는 인식이 강하게 생겨났다. 조선민주주의인민공화국은 정부 수립 이후부터 이러한 역사관을 기초로 나아갔으나, 대한민국은 1970년대 이후부터 이러한 이론이 주류적 관점이 되었다. 자본주의 맹아론의 영향은 한반도 이남과 이북을 가리지 않으며, 상당한 학설로 인정되고 있다. 그러나 그러한 만큼 비판도 상당히 많다. 특히, 한국사를 서양식 역사 발전 도식에 맞춰서 해석할 수 없다는 비판, 그리고 조선 후기는 부농이 등장했어도 극소수였으며, 소농사회의 정체성을 갖고 있었다는 소농사회론이 대두되었다. 그러나 이러한 비판이 있음에도 불구하고 현재 자본주의 맹아론은 조선사 해석에 있어서 현재까지 결정적인 영향력을 행사하고 있다.

### 식민지근대화론과 식민지수혜론의 비판
자본주의 맹아론은 식민지근대화론과 식민지수혜론의 주요 비판 대상이 되었다. 그러나, 식민지근대화론과 식민지수혜론은 사학자가 아닌 경제학자 및 정치학자에 의해 제기된 비판이며, 논문의 다수가 자체적으로 결성한 학회에서만 통과되고 있다는 한계점이 있다. 추가적으로, 이러한 연구는 일본 자료에 대한 부분적인 편취와 기초 역사학에 관한 몰이해에 의존하고 있다는 점에서 학계에서 인정되지 않고 있다.

### 탈근대 담론의 비판
근대 이후에 성립된 발전 도식 사관을 인정하지 않는 탈근대 담론에 의한 비판이 제기된다.

## 내재적 발전론과의 차이점
내재적 발전론은 조선 후기의 자본주의 발전 양상을 내재적 요인을 중점으로 분석하지만, 자본주의 맹아론은 내재적 요인과 외재적 요인을 모두 변수로 사용한다는 점에서 다르다. 단, 둘 다 마르크스주의 유물사관에 기반한다는 점에서는 같다.

## 같이 보기
- 내재적 발전론
- 마르크스-레닌주의
- 유물사관